# Удвархељсек
Удвархељсек (мађ. Udvarhelyszék) је био један од пет историјских седишта Секеља, која је уједно и била административна јединица у Ердељу. Седиште округа је био град Секељудвархељ. Град се налази у историјској покрајини Трансилванија и средиште је жупаније Харгита.
Округ Удвархељсек је основан у првој половини 12. века а сатус административне јединице изгубио 1876. године када је урађена нова административна подела и округ се утопио нови округ Удвархељ вармеђа (Udvarhely vármegyét), који је такође историјски и више не постоји као такав, данас се налази у румунском округу Харгита. Први досељеници, оснивачи насеља, у ове области су били бихарски, или такозвани телегди, Секељи.

## Природни услови
Историјска област Удвархељсек се простире у средишњем делу историјске покрајине Трансилваније, данас око 100 km северно до Брашова.
Удвархељсек се налази у котлини реке Великој Трнави. Источно се издижу Карпати, а западно се пружа бреговито подручје средишње Трансилваније.

## Писане референце
- Irod. Orbán Balázs: A Székelyföld leírása történelmi, régészeti, természetrajzi és népismei szempontból (I., Pest, 1868);
- Studii şi comunicări... (Szerk. Molnár István és Bucur, Nicolae, Csíkszereda, 1974);
- Hargita megyei népviselet (Szerk. Kardalus János, Csíkszereda, 1979).